# Chi Trang (họ Đước)
Kandelia là một chi thực vật phân bố ở vùng nhiệt đới gồm 2 loài trong họ Đước.

## Phân loại
Kandelia được (DC.) Wight & Arn. miêu tả trong ấn bản Prodromus Florae Peninsulae Indiae Orientalis 1: 310, năm 1834. là Kandelia rheedii Wight & Arn.
- Kandelia candel Wight & Arn.
- Kandelia obovata Sheue, H.Y.Liu & J.W.H.Yong